# Georges de La Tour

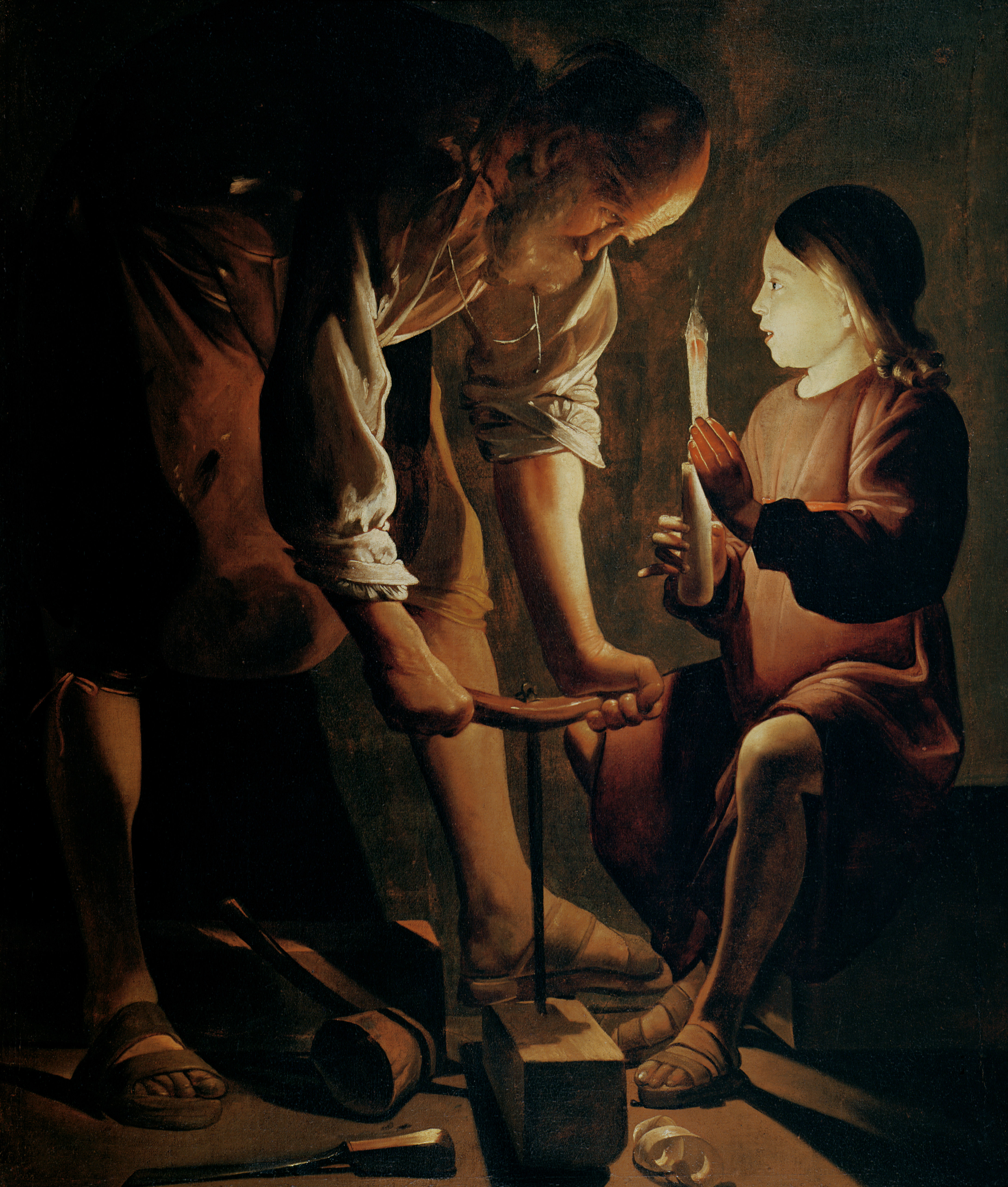
Sant Josep, 1642, Museu del Louvre

Georges de La Tour (Vic-sur-Seille, 13 de març de 1593 – Lunéville, 30 de gener de 1652) fou un pintor barroc del Ducat de Lorena, actualment França.

## Vida
Georges de La Tour va nàixer a Vic-sur-Seille, a l'independent Ducat de Lorena que seria posteriorment absorbit per França, l'any 1641, durant la vida de l'artista. La documentació del seu bateig revela que era fill de Jean de La Tour, un flequer, i de Sybille de La Tour, de soltera Molian. S'ha suggerit que Sybille procedia d'una família parcialment arrelada a la noblesa. El matrimoni de La Tour va tenir set fills, sent-ne Georges el segon.
La formació de La Tour roman incerta, tot i que s'assumeix que va visitar Itàlia o els Països Baixos a l'inici de la seua carrera. Les seues obres reflecteixen el naturalisme barroc de Caravaggio, influència que probablement li va arribar a través del Caravaggistes holandesos de l'Escola d'Utrecht i d'altres artistes contemporanis francesos o holandesos. Particularment, sovint se sol comparar La Tour amb el pintor neerlandès Hendrick Terbrugghen.
L'any 1617 es va casar amb Diane Le Nerf, d'una família de la noblesa menor, i l'any 1620 va obrir el seu estudi en la tranquil·la i provinciana ciutat de la seua muller, Lunéville, dedicant-se principalment a la pintura religiosa i de gènere. Va rebre el títol de "Pintor del Rei" (de França) l'any 1638, i també va treballar per als Ducs de Lorena entre els anys 1623 i 1624, tot i que va ser la burgesia local la que va constituir la seua principal clientela, aconseguint un cert èxit. Entre 1639 i 1642 no està registrada la seua presència a Lunéville, i se suposa que va viatjar novament; Blunt hi detecta la influència de Gerrit van Honthorst en les seues pintures a partir d'aquest moment. Va involucrar-se en el renaixement religiós de Lorena, propiciat pels Franciscans, i al llarg de la seua carrera va tendir a pintar gairebé exclusivament obres religioses, però amb un tractament influït per la pintura de gènere.
Tant ell com la seua família van morir l'any 1652 a Lunéville a causa d'una epidèmia. El seu fill Étienne va ser deixeble seu.

## Obres

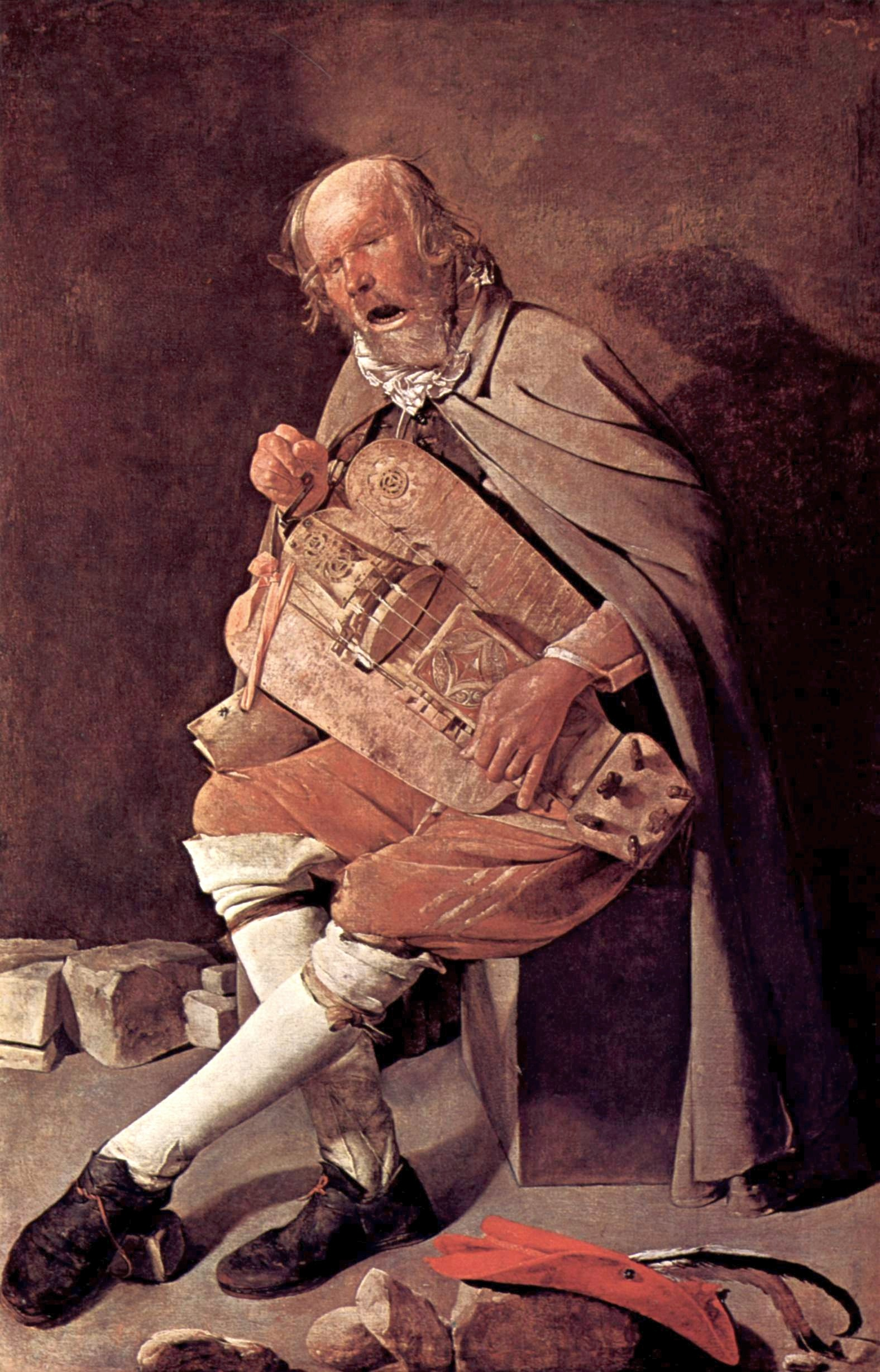
Intèrpret de viola de roda, Nantes

Les seues obres inicials palesen la influència de Caravaggio, probablement via els seus seguidors holandesos, i les escenes de gènere sobre roders i pidolaires barallant-se deriven clarament dels Caravaggistes holandesos, i probablement del seu deixeble lorenès Jacques Bellange. Hom creu que aquestes obres procedeixen d'una època relativament primerenca de la seua carrera
És més conegut pels efectes de llum nocturna que els Caravaggistes holandesos van aprendre de Caravaggio, i que el mateix La Tour va desenvolupar al límit, i que va transferir des de les pintures de gènere d'aquells a la pintura de tema religiós que ell va conrear. Aquestes obres pertanyen a una segona època de la seua producció, potser iniciada en la dècada del 1640, usant el clarobscur, acurades composicions geomètriques i una molt simplificada pintura de les formes. La seua obra va evolucionar durant la seua carrera vers una major simplicitat i quietud — prenent de Caravaggio unes qualitats ben diferents a les que van prendre Josep de Ribera i els seus seguidors Tenebristes.
Sovint va pintar diferents variacions d'un mateix tema, i la seua producció és relativament petita. El seu fill Étienne va ser el seu deixeble, i distingir les obres del fill de les del pare resulta de vegades complicat. La versió de L'Educació de la Mare de Déu, a la Col·lecció Frick de Nova York n'és un exemple, tal com admet el mateix museu.
Després de la seua mort l'any 1652, l'obra de La Tour va ser oblidada durant un llarg període, fins que va ser redescoberta per Hermann Voss, un erudit alemany, l'any 1915. L'any 1935, una exposició a París va reviscolar l'interès entre el públic en general. Durant el segle xx va ser identificat un cert nombre de les seues obres, i els falsificadors d'obres d'art van intentar aprofitar la nova demanda. Molts aspectes de l'obra de La Tour continuen ser controvertits entre els historiadors de l'art.
| Títol                                                   | Format (en cm) | Data i comentaris                               | Museu i número d'inventari                               | Ciutat                        | Imatge |
| ------------------------------------------------------- | -------------- | ----------------------------------------------- | -------------------------------------------------------- | ----------------------------- | ------ |
| Sant Jaume el Menor                                     | 65 × 54        | 1624-1650                                       | Musée Toulouse-Lautrec 10                                | Albi (Llenguadoc)             |        |
| Sant Judes Tadeu                                        | 62 × 51        | 1615-1620                                       | Musée Toulouse-Lautrec 9                                 | Albi (Llenguadoc)             |        |
| Sant Felip                                              | 63 × 52        | 1630-1650                                       | Chrysler Museum of Art 77-431                            | Norfolk (EUA)                 |        |
| Sant Tomàs                                              | 65 × 54        | 1625-1630                                       | Museu Nacional d'Art Occidental P. 2003-0002             | Tòquio (Japó)                 |        |
| Sant Andreu                                             | 60,5 × 47,5    | 1624                                            | Col·lecció particular                                    | Suïssa                        |        |
| Sant Jaume el Major                                     | 65 × 52        |                                                 | Venut en subhasta a Nova York en 2008                    |                               |        |
| Baralla de músics                                       | 94 × 104,1     | 1625-1630                                       | The J. Paul Getty Museum 72. PA. 28                      | Los Angeles (EUA)             |        |
| Violista (fragment d'un Grup de músics)                 | 85 × 58        |                                                 | Musées royaux des beaux-arts de Belgique 6477            | Brussel·les (Bèlgica)         |        |
| Sant Jeroni llegint                                     | 62 × 55        | 1621-1623                                       | Palau de Hampton Court                                   | Londres (Regne Unit)          |        |
| Els menjadors de pèsols                                 | 74 × 87        | 1620 ca.                                        | Gemäldegalerie 76.1                                      | Berlín (Alemanya)             |        |
| Violista amb gos                                        | 186 × 120      | 1622 ca.                                        | Musée du Mont-de-Piété P/VER. 97                         | Bergues (França)              |        |
| Diners caiguts                                          | 99 × 152       | 1630-1635                                       | Museu de Belles Arts G 700 79                            | Lviv (Ucraïna)                |        |
| Vell i Vella                                            | 91 × 60        | 1624-1650                                       | De Young Museum 75.2.9 75.2.10                           | San Francisco (EUA)           |        |
| Sant Jeroni penitent amb aureola                        | 157 × 100      | 1624-1635                                       | Musée de Grenoble MG 408                                 | Grenoble (França)             |        |
| Sant Jeroni penitent amb capell                         | 152 × 109      | 1620-1630                                       | Nationalmuseum NM 2026                                   | Estocolm (Suècia)             |        |
| Violista amb barret                                     | 162 × 105      | 1620-1625                                       | Musée des beaux-arts 340                                 | Nantes (França)               |        |
| Violista amb bossa                                      | 157 × 94       |                                                 | Musée municipal Charles-Friry 689-1-1                    | Remiremont (França)           |        |
| Sant Tomàs                                              | 69 × 61        | 1625-1630                                       | Musée du Louvre R. F. 1988-15                            | París (França)                |        |
| Trampós amb as de trèvol                                | 97,8 × 156,2   | 1625-1629                                       | Kimbell Art Museum AP 1981.06                            | Fort Worth (Texas, EUA)       |        |
| L'endevinadora de la bona ventura                       | 102 × 123      | 1633-1639                                       | Metropolitan Museum of Art 60.30                         | Nova York (EUA)               |        |
| Job burlat per la seva dona                             | 145 × 97       | 1630-1639                                       | Musée départemental d'art ancien et contemporain 1829-22 | Épinal (França)               |        |
| La dona de la puça                                      | 120 × 90       | 1630-1634                                       | Musée historique lorrain MHL 55. 4. 3                    | Nancy (França)                |        |
| Sant Sebastià curat per Irene                           | 105 × 139      | 1635 ca. Potser còpia d'un original perdut      | Kimbell Art Museum AP 1993.04                            | Fort Worth (Texas, EUA)       |        |
| Magdalena amb espelma                                   | 118 × 90       | 1640 ca. Signat                                 | Los Angeles County Museum M.77.73                        | Los Angeles (EUA)             |        |
| Trampós amb as de diamants                              | 106 × 146      | 1636-1638 Signat                                | Musée du Louvre R. F. 1972-8                             | París (França)                |        |
| La Magdalena davant del mirall o Magdalena Fabius)      | 113 × 93       | 1635-1640                                       | National Gallery of Art 1974.52.1                        | Washington D.C. (EUA)         |        |
| Magdalena amb dues espelmes                             | 134 × 92       | 1640 ca.                                        | Metropolitan Museum of Art 1978.517                      | Nova York (EUA)               |        |
| Sant Josep, fuster                                      | 137 × 102      | 1640-1642                                       | Musée du Louvre R. F. 1948-27                            | París (França)                |        |
| El violista cec (fragment)                              | 84 × 61        | 1620-1630                                       | Museo del Prado P07613                                   | Madrid (Espanya)              |        |
| Noi bufant el llum                                      | 61 × 51        | Signat                                          | Musée des beaux-arts de Dijon DG 827                     | Dijon (França)                |        |
| Aparició de l'àngel a Sant Josep, o Somni de Sant Josep | 93 × 81        | 1628-1645 Signat                                | Musée des beaux-arts de Nantes 642                       | Nantes (França)               |        |
| Magdalena amb llantió, o Magdalena Terff                | 128 × 94       | 1642-1644 Signat                                | Louvre-Lens R. F. 1949-11                                | Lens (França)                 |        |
| Làgrimes de Sant Pere, o Sant Pere penedit              | 114 × 95       | 1645 Signat                                     | Cleveland Museum of Art 51. 454                          | Cleveland (EUA)               |        |
| Adoració dels pastors                                   | 107 × 137      | 1644                                            | Musée du Louvre R. F. 2555                               | París (França)                |        |
| El nounat o Santa Anna i la Mare de Déu                 | 66 × 54,6      | 1645-1650                                       | Art Gallery of Ontario 91/415                            | Toronto (Canadà)              |        |
| El nounat                                               | 76 × 91        | 1645-1648                                       | Musée des beaux-arts de Rennes 794. 2. 6                 | Rennes (França)               |        |
| L'educació de la Mare de Déu                            | 84 × 100,5     | 1650 Potser còpia de taller                     | Frick Collection1948.1.155                               | Nova York (EUA)               |        |
| L'educació de la Mare de Déu (fragment)                 | 57,5 × 44,1    | 1640 ca.                                        | Detroit Institute of Arts 38.8                           | Detroit (EUA)                 |        |
| Cap de dona (fragment)                                  | 38 × 30        |                                                 | Musée départemental Georges-de-La-Tour                   | Vic-sur-Seille (França)       |        |
| Sant Jeroni llegint                                     | 95 × 72        | Obra de taller? Signat                          | Musée historique lorrain 92-1-6                          | Nancy (França)                |        |
| Sant Sebastià guarit per Santa Irene                    | 167 × 130      | 1649                                            | Musée du Louvre R. F. 1979-53                            | París (França)                |        |
| La noia del braser                                      | 67 × 55        | 1645 Signat                                     | Col·lecció particular                                    | Alemanya                      |        |
| Noi bufant la pipa                                      | 70,8 × 61,5    | 1646 Signat                                     | Tokyo Fuji Art Museum 1236-AB047                         | Tòquio (Japó)                 |        |
| Sant Joan Baptista al desert                            | 81 × 101       | 1645-1650                                       | Musée départemental Georges-de-La-Tour R. F. 1995-4      | Vic-sur-Seille (França)       |        |
| La negació de Sant Pere                                 | 81 × 101       | 1651 Potser amb col·laboració del taller Signat | Musée des beaux-arts de Nantes 643                       | Nantes (França)               |        |
| Jugadors de daus                                        | 92,5 × 130,5   | 1650-1651 Col·laboració del taller Signat       | Preston Hall Museum SBC0200/76                           | Stockton-on-Tees (Regne Unit) |        |
| Jove cantant                                            | 66,9 × 50,2    | Potser obra de taller                           | New Walk Museum and Art Gallery F19.1983                 | Leicester (Regne Unit)        |        |
| Sant Jeroni llegint                                     | 79 × 65        | 1625-1635                                       | Muséo del Prado T-5006                                   | Madrid (Espanya)              |        |

## En el cinema
El director Peter Greenaway va identificar l'obra de La Tour com la principal influència de la seua pel·lícula de 1982 The Draughtsman's Contract.
A la pel·lícula Le Divorce, de Merchant Ivory (2003) hi ha una referència a una obra atribuïda a de La Tour.
"Magdalena Penitent" és la pintura que provoca a Ariel el desig de conèixer el foc quan canta "Part of Your World" en la pel·lícula de Disney The Little Mermaid.

## Museus que contenen obres de La Tour
- França
  - Museu del Louvre (París)
  - Museu de Belles Arts de Nancy, capital de Lorena,, i altres museus francesos: Nantes, Rennes, etc.
- Estats Units d'Amèrica
  - Los Angeles County Museum of Art, Los Angeles, Califòrnia
  - Getty Center, Los Angeles, Califòrnia
  - Metropolitan Museum of Art, Nova York
  - Frick, Nova York
  - De Young, San Francisco
- Regne Unit
  - Museu Preston Hall de Stockton-on-Tees, Anglaterra: Els jugadors de daus
- Espanya
  - Museu del Prado